# Rio Bomba
Der Rio Bomba ist ein Quell-Fluss des Rio Abade im Distrikt Mé-Zóchi auf der Insel São Tomé im Inselstaat São Tomé und Príncipe.

## Geographie
Der Fluss entsteht im Zentralen Bergmassiv der Insel bei Abade und mündet nach kurzem Lauf in den Rio Abade.